# Sông Tiên Hưng
Sông Tiên Hưng là sông lạch tự nhiên, nằm ở bắc tỉnh Thái Bình .
Sông dài gần 50 km, khởi nguồn từ sông Luộc tại thôn Nhăm Lang xã Đoan Hùng, huyện Hưng Hà, sang huyện Đông Hưng ở phía đông. Tại đây sông là ranh giới tự nhiên giữa xã Đông Cường và Đông Kinh, rồi đổ vào sông Diêm Hộ.
Đây là dòng sông chảy qua khu di tích đền Tiên La - nơi thờ tự bà Đông Nhung Bát Nàn Tướng Quân Vũ Thị Thục. Hằng năm, vào tháng 3 âm lịch, nơi đây lại có sự kiện rước nước và thả đèn hoa đăng để tưởng nhớ đến công ơn của vị anh hùng Vũ Thị Thục.

## Vị trí
Đoạn phía đông còn có tên là sông Bình Cách, trùng tên với thôn Bình Cách của xã Đông Xá.